# FA女子プレミアリーグ・ノーザンディヴィジョン
FA 女子ナショナルリーグ・ノース（エフエー じょし– 英: FA Women's National League North）は、女子サッカーのイングランド国内リーグで、イングランドサッカー協会により1992年から開催されている。最上位からFA WSL、FA女子選手権と続き、このディヴィジョンはFA女子ナショナルリーグ・サウスディヴィジョンとともに第3位に位置する。後者2つのディヴィジョンは、FA女子ナショナルリーグを構成する。

## 名称変更
旧称は2018–19シーズンまで「女子プレミアリーグ・ノーザンディヴィジョン」(英: Women's Premier League Northern Division) といった。

## 昇格・降格
ノーザンディヴィジョンからはリーグ優勝チーム1チームがナショナルディヴィジョンに自動昇格する。
リーグ終了時、10位以下の下位2チームが下部のカテゴリーである、コンビネーションリーグ（ノーザン・コンビネーション、ミッドランズ・コンビネーション、サウスウェスト・コンビネーション、サウスイースト・コンビネーションのいずれか）に自動降格する。（本拠地の位置によって来シーズンの所属リーグが異なるため）

## 所属クラブ
2021-2022年シーズンの所属クラブ。
凡例：
- D1：イングランド地域リーグの「ディヴィジョン・ワン」。
- 本拠地：地名、競技場の名称の順。

| \| 仮番号 \| クラブ \| 本拠地 \| 順位 2020–21（英語） \| \| ------ \| -------------------------------------------- \| --------------------------------------------------- \| ----------------------------------- \| \| 1 \| ブリガース・タウン（英語） \| ブリガース（英語）、Yorkshire Payments Stadium \| D1 ノース（英語） N/A \| \| 2 \| バーンリー（英語） \| アクリントン（英語）、クラウングラウンド（英語） \| N/A \| \| 3 \| ダービー・カウンティ（英語） \| ダービー、Don Amott LG Arena \| N/A \| \| 4 \| フィルド（英語） \| ウォートン（英語）、Kellamergh Park \| N/A \| \| 5 \| ハダーズフィールド・タウン（英語） \| カークバートン（英語）、The Stafflex Arena \| N/A \| \| 6 \| ハル・シティ（英語） \| キングストン・アポン・ハル、Haworth Park \| N/A \| \| 7 \| ラフバラー・ライトニング（英語） \| ラフバラー、ラフバラー大学競技場 \| N/A (ラフバラー・フォクシズ[2]名義) \| \| 8 \| ミドルズブラ（英語） \| ビリンガム（英語）、Bedford Terrace \| N/A \| \| 9 \| ノッティンガム・フォレスト \| イーストウッド（英語）、Coronation Park \| N/A \| \| 10 \| シェフィールドFC（英語） \| ドロンフィールド（英語）、Home of Football Ground \| N/A \| \| 11 \| ストーク・シティ（英語） \| ストーク＝オン＝トレント、Norton Cricket Club \| N/A \| \| 12 \| ウェスト・ブロムウィッチ・アルビオン（英語） \| サットン・コールドフィールド、Central Ground \| N/A \| \| 13 \| ウォルヴァーハンプトン・ワンダラーズ（英語） \| ウォルヴァーハンプトン（英語）、Castlecroft Stadium \| D1 ミッドランズ（英語） N/A \| | ブリガース・タウンバーンリーダービー・カウンティフィルドハダーズフィールド・タウンハル・シティラフバラー・フォクセズミドルズブラノッティンガム・フォレストシェフィールドFCストーク・シティWB・アルビオンW・ワンダラーズ ノーザンプレミア・ディヴィジョンのクラブ所在地 (2021–22シーズン) |                                                     |                                  |
| 仮番号 | クラブ | 本拠地                                              | 順位 2020–21（英語）             |
| 1 | ブリガース・タウン（英語） | ブリガース（英語）、Yorkshire Payments Stadium      | D1 ノース（英語） N/A            |
| 2 | バーンリー（英語） | アクリントン（英語）、クラウングラウンド（英語）    | N/A                              |
| 3 | ダービー・カウンティ（英語） | ダービー、Don Amott LG Arena                        | N/A                              |
| 4 | フィルド（英語） | ウォートン（英語）、Kellamergh Park                 | N/A                              |
| 5 | ハダーズフィールド・タウン（英語） | カークバートン（英語）、The Stafflex Arena          | N/A                              |
| 6 | ハル・シティ（英語） | キングストン・アポン・ハル、Haworth Park            | N/A                              |
| 7 | ラフバラー・ライトニング（英語） | ラフバラー、ラフバラー大学競技場                    | N/A (ラフバラー・フォクシズ名義) |
| 8 | ミドルズブラ（英語） | ビリンガム（英語）、Bedford Terrace                 | N/A                              |
| 9 | ノッティンガム・フォレスト | イーストウッド（英語）、Coronation Park             | N/A                              |
| 10 | シェフィールドFC（英語） | ドロンフィールド（英語）、Home of Football Ground   | N/A                              |
| 11 | ストーク・シティ（英語） | ストーク＝オン＝トレント、Norton Cricket Club       | N/A                              |
| 12 | ウェスト・ブロムウィッチ・アルビオン（英語） | サットン・コールドフィールド、Central Ground        | N/A                              |
| 13 | ウォルヴァーハンプトン・ワンダラーズ（英語） | ウォルヴァーハンプトン（英語）、Castlecroft Stadium | D1 ミッドランズ（英語） N/A      |

## 歴代優勝クラブ
ノーザンディヴィジョン
※2014-2015シーズンから優勝チームはFA女子選手権（2017-2018シーズンまでFA WSL 2）へ昇格するようになった（サウスディヴィジョンのチームとプレーオフを行い、勝者が昇格する）。太字はプレーオフに勝利し昇格したチーム。
- 1998-1999 アストン・ヴィラ[3]
- 1999-2000 サンダーランド[4]
- 2000-2001 リーズ・ユナイテッド
- 2001-2002 バーミンガム・シティ
- 2002-2003 アストン・ヴィラ
- 2003-2004 リヴァプール
- 2004-2005 サンダーランド
- 2005-2006 ブラックバーン・ローヴァーズ
- 2006-2007 リヴァプール
- 2007-2008 ノッティンガム・フォレスト
- 2008-2009 サンダーランド
- 2009-2010 リヴァプール
- 2010-2011 アストン・ヴィラ
- 2011-2012 マンチェスター・シティ
- 2012-2013 シェフィールド（英語）
- 2013-2014 シェフィールド
- 2014-2015 シェフィールド
- 2015-2016 スポーティング・クラブ・アルビオン（英語）
- 2016-2017 ブラックバーン・ローヴァーズ
- 2017-2018 ブラックバーン・ローヴァーズ
- 2018-2019 ブラックバーン・ローヴァーズ
- 2019-2020（英語）  なし（コロナ禍のためシーズン中止、昇格チームなし）
- 2020-2021（英語） なし（コロナ禍のためシーズン中止、サンダーランドが昇格[5]）

## 歴代スポンサー
- AXA - 保険・金融グループ（-2004年）
- ネイションワイド・ビルディング・ソシエティ - 住宅金融組合（2004年-2007年）
- テスコ - 大手小売業者（2007年-現在）